# 奇幻星球
《奇幻星球》（法语：La Planète Sauvage）是一部1973年的科幻动画电影，由赫内·拉鲁导演，罗兰·托普作美术指导。剧本由上两人所写，伊利·唐卡制片厂制作，由法國和捷克斯洛伐克共同发行。该片获同年坎城影展特別獎，是首部获此荣誉的动画片。该片由法国作家斯蒂凡·乌尔的小说《奥姆斯人》改编。影片的超现实主义风格很突出。

## 情节
奇幻星球上住着体型高大、高度智慧的戴格斯人和犹如蚂蚁、不开化的奥姆斯人，前一种人占据统治地位，把奥姆斯人当做玩物。泰尔是一个聪明的奥姆斯奴隶，他从驯养他的戴格斯小女孩那儿获取了知识，并偷走了她的知识输送头盔，于是一场反对戴格斯人的起义爆发了。
起初奥姆斯人处于绝对劣势，死伤无数，然而在泰尔的带领下，他们渐渐学会了制造各种工具，发展了一定程度的科技。最后他们找到了泰格斯人的弱点，用高能武器摧毁了赋予泰格斯人能量的雕像。他们构建了两颗新的卫星，其中一颗上住着奥姆斯人，那颗卫星名叫泰尔。